# Стягнення (мовознавство)
Стягнення, контракція — злиття двох суміжних голосних в один голосний або в дифтонг.
Контракція, як і інші фонетичні зміни (дисиміляція, леніція і т. д.), буває чисто фонетичною (побіжна вимова, мовний закон), але може стати частиною морфології мови.